# Корсиканские братья (фильм, 1898)
«Корсиканские братья» (англ. The Corsican Brothers, 1898) — английский короткометражный художественный фильм Джорджа Альберта Смита, экранизация новеллы Александра Дюма. Фильм был поставлен по известной в то время романтической пьесе, шедшей в «Лисеум-театр».

## Сюжет
Один из братьев-близнецов возвращается в свой домик в горах Корсики. Он видит призрак брата-близнеца. Призрак рассказывает прибывшему, о своём убийстве, требует отмщения и исчезает. Далее перед корсиканцем возникает «видение». Он видит поединок, во время которого погиб его брат. Он падает на пол как раз в тот момент, когда в комнату входит его мать.